# Lucifer-Polka
Die Lucifer-Polka ist eine Schnellpolka von Johann Strauss (Sohn) (op. 266). Das Werk wurde am 22. Februar 1862  im Dianabad-Saal in Wien erstmals aufgeführt.

## Einzelnachweis
1. ↑  Quelle: Englische Version des Booklets (Seite 33) in der 52 CDs umfassenden Gesamtausgabe der Orchesterwerke von Johann Strauß (Sohn), Hrsg. Naxos (Label). Das Werk ist als neunter Titel auf der 9. CD zu hören.